# Крупичполе
Крупичпо́ле — село в Україні, у Прилуцькому районі Чернігівської області. Населення становить 781 особу. Входить до складу Ічнянської міської громади.

## Географія
Село Крупичполе розташоване на півночі району, переважно на правому березі річки Удай. Вище за течією на відстані 3 км розташоване село Довбні, нижче за течією на відстані 1 км — село Сваричівка. Через село проходить автомобільна дорога Т 2524.
Відстань від Чернігова — 182 км, від Ічні — 14 км. Найближча залізнична станція — Крути на лінії Бахмач — Ніжин.
Площа села близько 3 км². Висота над рівнем моря — 135 м.

## Населення

### Мова
Розподіл населення за рідною мовою за даними перепису 2001 року:
| Мова            | Кількість | Відсоток |
| --------------- | --------- | -------- |
| українська      | 770       | 98.59%   |
| російська       | 8         | 1.03%    |
| інші/не вказали | 3         | 0.38%    |
| Усього          | 781       | 100%     |

## Історія
У цій місцевості люди мешкали з давніх-давен. Поблизу села існували поселення доби неоліту (V-IV тисячоліття до н. е.). Свідченням цього є кам'яні сокири, знайдені на Сваричівському полі і в Крупичполі біля річки Удай. За 2 км у північному напрямку від села збереглися два із трьох великих курганів доби бронзи.
Село засноване в першій половині XVII століття.
1618 року — після Деулінського перемир'я Чернігівщина повернулася до складу Речі Посполитої.
Населений пункт Kropipole позначено на «Спеціальному та докладному плані України…» де Боплана (1650) та на пізніших мапах.
У часи козаччини — у 2-ій полковій сотні Ніжинського полку.
Окремі джерела вказують на те, що близько 24 червня 1659 року через Крупичполе проходило козацьке військо на чолі з гетьманом Іваном Виговським, яке поспішало до Конотопу, де чотиритисячний загін козаків уже кілька місяців захищав місто від російської армії, очолюваної боярином Олексієм Трубецьким. За чотири дні по цьому відбулася знаменита Конотопська битва, яка закінчилася цілковитим розгромом російських інтервентів.
1666 року в Крупичполі укладений договір про межі Крупичполя, Дорогинки, Івангорода, Бакаївки з Литвою: «граничит с княгистелем вельможным его милостью Вышневецким… при подписе руки моей власной печать мою притиснунем. Писан в Крупичполе сентев1, року 1666 Николай Малаховский рукою власною».
```
З 
1634
 по 
1667
 рік кордон декілька раз змінювався в межах сіл Крупичполе і Недригайлове. 
30 січня
 
1667
 р. за 
Андрусівським договором
 територія загарбана 
Москвою
.
```

За універсалом 1708 року 27 жовтня, «село Крупичполе с присельчанами Вишневскою и Сваричовскою, а также села Максимовка, Рожновка, Безугловка, Липовый Рог, Девица Володькова утверждены за Нежинским полковником Лукьяном Жураковским царскими грамотами». А через десять років «Универсалом 1718 года гетьман Скоропадский подтвердил вдове Нежинского полковника Лукьяна Жураковского, Анне Апостоловне, право на владение селами Крупичполем с приселками Вишневскою и Сваричовкою, Рожновкою, Максимовкою, Безугловкою и Володьковою Девицею».
Близько 1745 року в селі Крупичполе народився Павло Андрійович Таран (Сабадаш) — запорізький козак Канівського куреня, ватажок гайдамацького загону за часів Коліївщини. Навесні 1768 року П. А. Таран вступив до повстанського війська, очолюваного Максимом Залізняком. Невдовзі він став ватажком загону, який визволяв від польської шляхти Тетіїв, Володарку (нині райцентр Київської області) та навколишні села. Захоплений царським каральним загоном у містечку Лукашівці під Уманню Павло Таран був засуджений до побиття батогами і заслання на довічну каторгу в місто Нерчинськ.
Є на мапі 1787 року.
У селі церква церква в ім’я Святителя та Чудотворця Миколая.
За 1786 рік є згадка про кількість водяних млинів: на Острі — 7, на Іченьці — 7, на Удаї — 4, на річці Іржавець — 5, на річці Парафіївці — 5. 
Станом на 1800 рік у селі Крупичполь проживало 606 податкових душ.
1860 року Крупичполе входило до Парфіївської мирової дільниці і було волосним. До нього належало 10 сіл. У 1860–1861 роках у Крупичполі дворянин Ловцов мав пивогорілчаний завод з паровим котлом. У Сваричівці такий завод належав Макарову. Річна продуктивність першого становила 1429,8, другого — 7407,3 відра. 1862 року «По возделыванию табака заслуживает внимание селение: Красиловка, Припутай, Шиловичи, Крупичполь, Гужовка, Сваричовка… В Крупичполе на торговой дороге из Борзньї в Прилуку имеется переправа через р. Удай». Відкриття школи в Крупичполі датується 1870 роком, у Сваричівці − 1878 роком (село Сваричівка входить до Крупичпільської сільської ради). У школах тоді навчалося 39 і 12 учнів відповідно.
У 1859 році в селі володарському Крупичполе (Крупичполь) були церква, завод винокурений та 259 дворів, де жило 1667 осіб (806 чоловічої та 861 жіночої статі).
11 лютого 1889 року в Крупичполі народився і провів своє дитинство поет, член спілки радянських письменників Олекса Андрійович Кирій.
У дореволюційні роки в Крупичполі мешкав поміщик Дементович, якому належало більше тисячі десятин землі. У центрі села біля річки Удай йому належав двоповерховий будинок. У 1917 році Дементович, маючи юридичну освіту, частину землі за низькою ціною продав заможним селянам. У перші дні революції мешканці села частково розікрали майно його будинку, але у 1918 році сини Дементовича підкупили загін німців і з кулеметів стріляли в бік селян, справедливо вимагаючи з кожного двору по 100 карбованців компенсації і, отримавши велику суму, зникли.
У 1925 році в Крупичполі утворено сільськогосподарське товариство. У ньому було 27 членів, 97,5 десятини землі, жатка, плуг, трієр, молотарка, віялка. У 1928 році із незаможних селян організовано СОЗ, організатором якої був Шут Олександр Кузьмович. У жовтні 1929 року в Крупичполі організовано два колгоспи «1-ше Травня» та імені Войкова. У селі Новий Поділ (входить до Крупичпільської сільської ради) — імені Шевченка, у Сваричівці — імені Дьопяря, який потім перейменовано на «Шлях до комунізму». Перші три колгоспи в 1951 році об'єднані в один колгосп імені Фрунзе, а в 1959 році до нього приєднаний колгосп «Шлях до комунізму».
Під час німецько-радянської війни 14 вересня 1941 село було окуповано німецькими військами. Цього ж числа 1943 року Крупичполе реокуповане радянськими військами.
На фронтах Другої світової війни в складі сталінської армії билися 574 жителів Крупчиполя, 204 з них за мужність і відвагу, проявлені в боях, нагороджені орденами і медалями СРСР, 261 — загинули. У 1957 році в селі встановлено обеліск Слави воїнам-односельцям, полеглим на фронтах війни. Уродженець села Слабеняк Петро Панасович удостоєний звання Героя Радянського Союзу. Тепер біля приміщення сільської ради стоїть гранітний бюст землякові.
18 уродженців Крупичполя брали участь в Афганській війні (1979—1989) в рядах Радянської армії. Два з них — лейтенант Лемішко Сергій та рядовий Бондаренко Микола — загинули. Їхніми іменами названі вулиці села.
До 2017 року орган місцевого самоврядування — Крупичпільська сільська рада.

## Інфраструктура
На сьогодні на території Крупичпільської сільської ради налічується 704 двори, де проживає 1280 осіб. У селі є Будинок культури, Будинок ветеранів, поліклініка, відділення зв'язку з поштою і сільською АТС на 150 номерів. Функціонує середня загальноосвітня школа, де навчається 102 учні, працює 16 учителів.
Утворене нове сільгосппідприємство «Крупичполе», де працює 87 його засновників. Між селами Крупичполе та Новий Поділ виявлено великі запаси бішофіту, поклади котрих тягнуться у Срібнянський район.

## Відомі особи
У Крупичполі народились:
- Кирій Олекса Андрійович — український і російський поет, прозаїк, драматург;
- Слабеняк Петро Панасович — Герой Радянського Союзу.